# آب‌انبار آروک
آب‌انبار آروک یک بنای معاصر مربوط به دوره پهلوی است و در یزد، بلوار دهه فجر، بلوار استقلال، جنب مسجد محمد رسول‌الله حسن‌آباد واقع شده و این اثر در تاریخ ۲۲ آبان ۱۳۸۶ با شمارهٔ ثبت ۱۹۸۸۷ به‌عنوان یکی از آثار ملی ایران به ثبت رسیده است.